# Ingrid Pernkopf
Ingrid Pernkopf (* 26. Juli 1959 in Gmunden; † 16. August 2016 ebenda) war eine österreichische Köchin, Wirtin und Kochbuchautorin.

## Leben
Ingrid Pernkopf wuchs im elterlichen Gasthof und der großelterlichen Landwirtschaft in Gmunden auf. Sie absolvierte die Hotelfachschule in St. Pölten und anschließend eine Koch- und Kellnerlehre. 1989 übernahm sie mit ihrem Gatten das elterliche Hotel und Gasthaus Grünberg am See in Gmunden, das sie zu einem der renommierten Gasthöfe im Salzkammergut ausbaute. Nach der Entdeckung durch Christoph Wagner als Autorin gab sie einige Kochbücher heraus, darunter Erfolgstitel wie die Oberösterreichische Küche oder die Knödelküche. Weiters hatte sie einige Fernsehauftritte als Köchin und sie gab in Kochkursen ihr Wissen weiter. Oberösterreichs Agrarlandesrat Maximilian Hiegelsberger würdigte sie als Brückenbauerin der Wirtegemeinschaft am Traunsee und bedeutende kulinarische Botschafterin.
Pernkopf war verheiratet, hatte zwei Kinder (Michael, Claudia) und vier Enkelkinder (Katharina, Maximilian, Konstantin, Sebastian).
Ihr Grab befindet sich am Stadtfriedhof Gmunden.

## Auszeichnungen
- Tourismuspreis des Landes Oberösterreich
- 2008: Buchliebling gemeinsam mit Christoph Wagner für Die oberösterreichische Küche
- 2008: Mostdipf-Preis

## Werke (Kochbücher)
- Weihnachten wie damals, 2023
- Strudelei, 2022
- Knödelschatz, 2021
- Heute lieber kein Fleisch, 2020
- Süßes Österreich, 2020
- Oberösterreich, Die Traditionelle Küche, 2019
- Die Vorratskammer, 2019
- Die österreichische Küche, 2018
- Resteküche, 2018
- Kipferl & Busserl, 2017
- Vorratsbibel. Pichler, Wien 2014.
- Kleine oberösterreichische Küche. (mit Christoph Wagner), Wien 2009.
- Still, still, still: Weihnachten wie damals. Geschichten, Brauchtum und Rezepte rund um die schönste Zeit des Jahres, gemeinsam mit Johannes Sachslehner, Styria, Wien 2021, ISBN 978-3-222-13683-2